# Monte Redondo, Chihuahua
Monte Redondo är en ort i Mexiko.   Den ligger i kommunen Valle de Zaragoza och delstaten Chihuahua, i den nordvästra delen av landet, 1 100 km nordväst om huvudstaden Mexico City. Monte Redondo ligger 1 414 meter över havet och antalet invånare är 125.
Terrängen runt Monte Redondo är platt åt sydost, men åt nordväst är den kuperad.  Trakten runt Monte Redondo är nära nog obefolkad, med mindre än två invånare per kvadratkilometer. Närmaste större samhälle är Santa Gertrudis, 18,4 km nordväst om Monte Redondo. Omgivningarna runt Monte Redondo är i huvudsak ett öppet busklandskap.